# Vinculin
Vinculin (aus dem lat. vinculum für ‚Fessel‘) ist ein 116 kDa schweres Protein, das man in fast allen Zellen von Tieren findet. Es bindet Aktin, ein Strukturprotein, und ist Bestandteil von Zell-Zell-Verbindungen, den sogenannten Adherens Junctions, und auch von Zell-Extrazellulären Kontakten, die in der Gruppe der Fokalen Adhäsionen zusammengefasst werden.
Dort ist es das Hauptstrukturprotein, d. h. es hat hauptsächlich Funktionen im Aufbau und der Verknüpfung von Proteinen und Zellen, aber nicht im Stoffwechsel.
Es wurde zuerst in glatten Muskelzellen gefunden und ist seitdem in den meisten anderen Zellarten der Säugetiere nachgewiesen worden.
Beim Menschen können Mutationen im VCL-Gen zu Vinculinmangel, und dieser zu dilatativer Kardiomyopathie Typ I führen.
Vinculin wurde unabhängig durch Benny Geiger und Keith Burridge und seinem Kollegen  James R. Feramisco  1979 entdeckt.

## Struktur
Allgemein:

Interaktionen von strukturellen Proteinen an einer Adherens Junction

- Vinculin kann man sich als dreigeteiltes Protein vorstellen: Kopf – Verbindungsteil – Schwanz
- Im Verbindungsteil liegen Bindestellen für andere Proteine; d. h. dort können andere Proteine „andocken“.
- Proteine, die an Vinculin binden können, sind z. B. Talin, Catenine, Aktin und Paxillin.
- Kopf und Schwanz des Vinculins können sich miteinander lose verbinden und die Stellen im Verbindungsteil für andere Proteine unzugänglich machen.

Im Detail:
Vinculin besitzt einen globulären Kopf, der mittels einer Prolin-reichen Region mit der Enddomäne verbunden ist. In allen Regionen des Proteins befinden sich zahlreiche Bindestellen für andere Proteine. Am besten charakterisiert wurde die Bindestelle des Talins, welches offenbar Teile des β-Integrins mit dem Aktinnetz koppelt und so verantwortlich ist für Integrin-Aktivierung und fokalen Adhäsions-Zusammenbau.
Interessanterweise können Kopf und Ende des Vinculins miteinander assoziieren und so etliche Bindestellen maskieren.
Ein aktives Vinculin besteht möglicherweise aus dissoziierten Domänen und auf diese Weise frei verwendbaren Bindestellen, obwohl wahrscheinlich auch andere Konformationen möglich sind.

## Funktionen
Allgemeiner kurzer Überblick:
- Vinculin ist ein Strukturprotein und wird von der Zelle hauptsächlich für den Aufbau von Zellkontakten und Zell-Matrix-Kontakten benutzt.
- Vinculin wirkt als Tumorsuppressor, d. h. das Fehlen des Proteins kann die Entstehung von Tumoren begünstigen
- Vinculin besitzt offenbar eine Funktion in der Einleitung des programmierten Zelltodes (Apoptose)
- Vinculin beeinflusst den Aufbau des Aktinzytoskeletts (das stützende Gerüst der Zelle)
- Vinculin kann andere Proteine vor Abbau schützen und wirkt so wohl als Tumorsuppressor

Im Detail:
Die genaue Rolle, die Vinculin in fokalen Adhäsionen spielt, ist noch unklar. Eine Vinculin-Überexpression reduziert die Zellbewegung, wohingegen die Vinculin-Hemmung die Zellbewegung stimuliert. Zellen ohne Vinculin (Vinculin-Knockouts) sind weniger adhärent, weniger ausgebreitet, beweglicher und haben kleinere und weniger fokale Adhäsionen als normale Zellen.
Außerdem ist dort die Aktivität solcher Proteine wie FAK (Focal Adhesion Kinase) und Paxillin erhöht, was typisch für bewegliche Zellen ist. Vinculin ist auch ein Tumorsuppressor.
Offenbar besitzt Vinculin auch Funktionen im Apoptose-Signalweg, denn Zellen einer Vinculin-KO-Maus sind resistent gegenüber Apoptose.
Obwohl Vinculin vor allem in Cadherin-vermittelten Zell-Zell-Verbindungen (Adherens Junctions) zu finden ist, ist es nicht nötig, um diese Verbindungen aufzubauen. Allerdings wurden Defekte in den Tight Junctions der Vinculin-Knockout-Zellen gefunden.
Man nahm an, dass Vinculin die mechanischen Verbindungen zwischen den Protein-Komplexen (bestehend aus E-Cadherin, β-Catenin, α-Catenin) und dem Aktinnetz stärkt. Diese Theorie wird jedoch durch eine Studie aus dem Jahr 2005 in Frage gestellt.
Offenbar existiert nur eine lose Verbindung des Aktin-Zytoskeletts mit den Zell-Zell-Verbindungen, sodass die Rolle des Vinculins immer noch ungeklärt ist.
Neue Daten zeigen jedoch den Einfluss auf den Aktinzusammenbau und Modifizierung.
Außerdem ist es bemerkenswert, dass Knockout-Zellen, die kein Vinculin mehr besitzen, kein PTEN (eine Lipidphosphatase) exprimieren. Offenbar kann Vinculin den Abbau von PTEN stoppen, da die mRNA-Menge unverändert zu der in normalen Zellen ist. PTEN gehört zu den am häufigsten mutierten Tumorsuppressorgenen. Es gibt Tumoren, in denen keine Mutationen gefunden wurde aber das PTEN trotzdem nicht vorhanden war. Hier ist es möglich, dass durch Vinculin-Mutationen der Abbau des PTEN nicht verhindert wird und so Tumorentstehung begünstigt wird.